# BiblioEteca
BiblioEteca (de Biblioteca Electrónica) es una red social literaria de origen español, que gira en torno al mundo del libro, electrónico principalmente. El servicio permite crear su propia biblioteca en línea con los libros que ha ido leyendo, adquirirlos y compartir opiniones y valoraciones con otros usuarios, creando círculos de amigos o participando en los grupos de literatura específicos que posee la red.
BiblioEteca ofrece la posibilidad de recibir recomendaciones sobre la próxima lectura sobre la base de las opiniones y valoraciones que el lector ha ido completando previamente.

## Orígenes
El origen del servicio fue en 2009 durante una cena del laboratorio de inteligencia artificial de su universidad, en la que, ante la falta de contenidos para el kindle que uno de los miembros había adquirido decidieron crear un sitio web para poder encontrar todos los libros.
Se trata de un proyecto de origen español y que cuenta con un número creciente de lectores de habla hispana, con un crecimiento en Latinoamérica importante y que desde el año 2012 ha remozado su imagen y se ha propuesto convertirse en el Facebook de los libros en español.
Su mascota es un dragón lector llamado Dragotecario y guía al usuario a través de los diferentes servicios ofrecidos a la comunidad.

## Descripción del servicio
Los servicios que pueden encontrarse en BiblioEteca están siempre orientados a fomentar la lectura social, como nuevo paradigma en el sector literario y editorial.
En BiblioEteca, tienen cabida lectores y autores, con la premisa de que se establece un vínculo y una relación cercana entre ambos que de otro modo sería imposible.
En el ámbito de los lectores, estos pueden dar y recibir recomendaciones sobre libros, interaccionar con otros lectores y con los propios autores de sus obras. Crear su propia biblioteca electrónica en la nube y participar en foros y grupos de debate sobre diferentes áreas temáticas.
El servicio utiliza diversos algoritmos de inteligencia artificial para aprender de los gustos y necesidades del usuario. De esta forma, realiza recomendaciones personalizadas y únicas para cada usuario, tanto de libros como de compañeros de lectura y grupos de debate.
El algoritmo de recomendación utiliza técnicas de inteligencia artificial o reconocimiento de patrones. Según afirman en su blog, los resultados mejoran cuantos más libros tenga valorado el usuario.
También es una plataforma donde poder adquirir y regalar libros (electrónicos y en papel) de diferentes librerías en línea y además ofrece, en algunos casos, una modalidad de pago única en el mundo para los e-books: el "paga si te gusta", el libro es descargado por el lector y él decide si paga por ello o no, incluso la cantidad.
BiblioEteca también ofrece la posibilidad de acceso mediante plataformas móviles (iOS y Android) con apps propias que permiten al lector utilizar los servicios de la red social, también desde su dispositivo. O también la posibilidad de conseguir un ejemplar de un libro electrónico firmado por el autor a través del teléfono o tableta.

## Libro electrónico
Desde BiblioEteca han asegurado que su intención es conseguir que los lectores accedan a los libros que quieran leer lo más rápidamente posible y ya han comenzado a dar invitaciones para que los autores puedan publicar sus propios textos a través de la plataforma, lo que puede que abra nuevas perspectivas de distribución de libro electrónico en Español.
En octubre de 2013 publicaron el "primer estudio sobre los habitos de lectura digital" donde ofrecen una visión global referente, sobre la evolución del libro electrónico y de su lector.